# Scott Fellows
Scott Fellows (New Haven, Connecticut, 28 de setembro de 1965) é um produtor de televisão e roteirista norte-americano.

## Biografia
Scott Fellows já criou vários desenhos e séries de televisão, entre elas Johnny Test e Manual de Sobrevivência Escolar do Ned. É casado e tem três filhos: Johnny, Susan e Mary, e um cachorro chamado Dukey. É o criador da série Johnny Test foi nomeado para um Emmy de Melhor Letra e Música para o show em 2003.
Também dirige e produz juntamente com Butch Hartman a nova temporada de Padrinhos Mágicos. Os desenhos e séries que fizeram mais sucesso de Scott Fellows foram is já citados. Sua outra série de sucesso, Big Time Rush, é exibida no canal Nickelodeon.
Sua nova série, 100 Things to Do Before High School, estreou em 11 de novembro de 2014, e também é exibida na Nickelodeon.

## Produções

### Séries emlive-action
| #  | Série                                      | Canal Exibido | Ano de Exibição |
| -- | ------------------------------------------ | ------------- | --------------- |
| 01 | Guia de Sobrevivência Escolar do Ned       | Nickelodeon   | 2004-2007       |
| 02 | Big Time Rush                              | Nickelodeon   | 2009-2013       |
| 03 | 100 Coisas Para Fazer Antes do High School | Nickelodeon   | 2014-2016       |

### Séries de animação
| #  | Série       | Canal Exibido   | Ano de Exibição |
| -- | ----------- | --------------- | --------------- |
| 01 | Johnny Test | Cartoon Network | 2008-2015       |
| 02 | Supernoobs  | Cartoon Network | 2015 - 2019     |

### FILMES
| #  | Filme          | Canal Exibido | Ano de Exibição |
| -- | -------------- | ------------- | --------------- |
| 01 | Big Time Movie | Nickelodeon   | 2012            |